# Graphania dives
Graphania dives är en fjärilsart som beskrevs av Alfred Philpott 1930. Graphania dives ingår i släktet Graphania och familjen nattflyn. Inga underarter finns listade i Catalogue of Life.